# Rāmshīn
Rāmshīn (persiska: رامشین) är en ort i Iran.   Den ligger i provinsen Khorasan, i den nordöstra delen av landet, 500 km öster om huvudstaden Teheran. Rāmshīn ligger 1 409 meter över havet och antalet invånare är 403.
Terrängen runt Rāmshīn är kuperad söderut, men norrut är den platt.Runt Rāmshīn är det ganska glesbefolkat, med 29 invånare per kvadratkilometer. Närmaste större samhälle är Bahrāmīyeh, 18,3 km norr om Rāmshīn. Trakten runt Rāmshīn består i huvudsak av gräsmarker.